# Gaping Gill

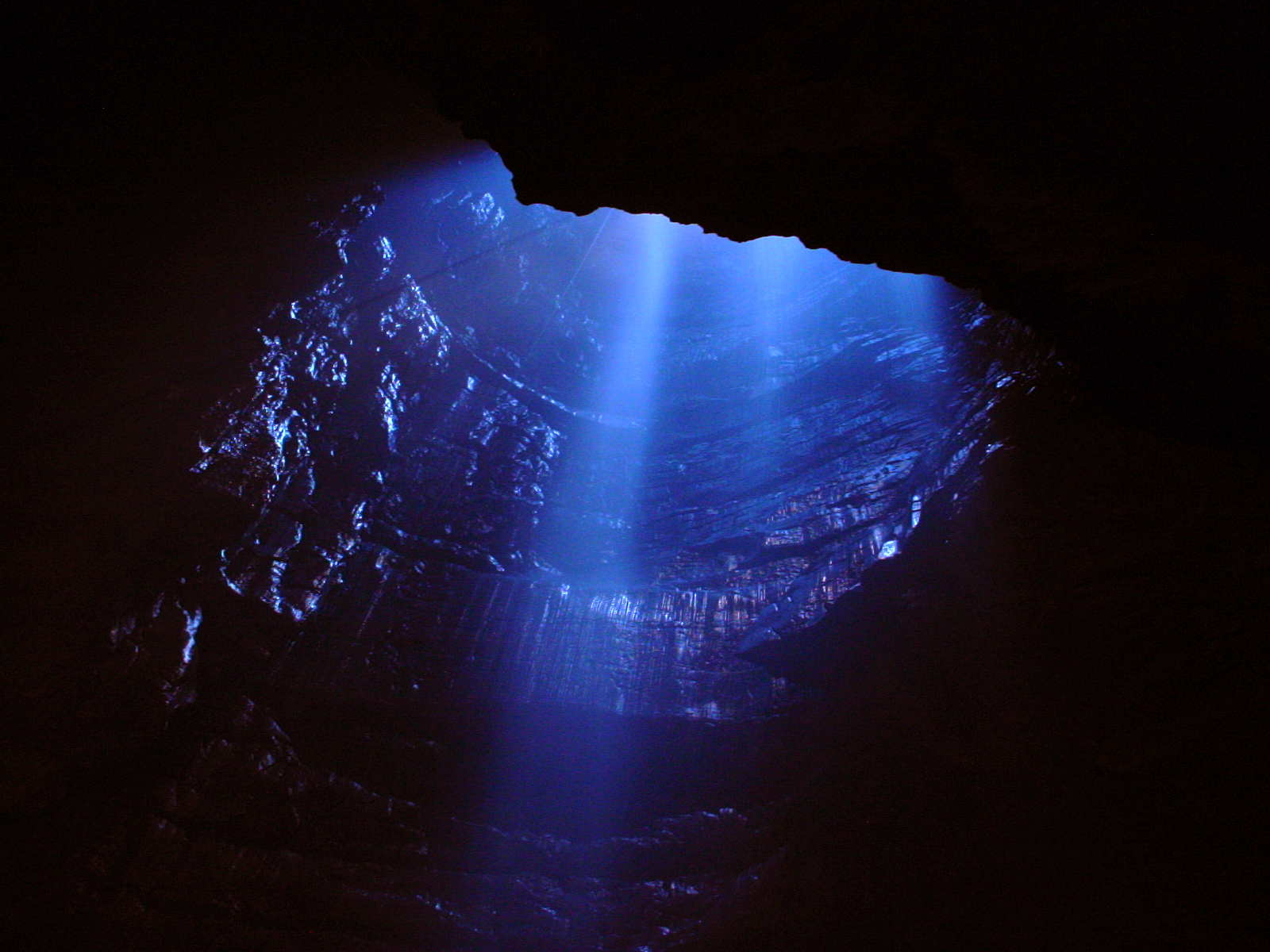
Gaping Gill

Gaping Gill (aussi connu comme Gaping Ghyll) est un gouffre des Yorkshire Dales en Angleterre. Il s'agit de l'une des curiosités immanquables des monts d'Ingleborough : un large puits de 105 m de profondeur où se déverse une cascade. Après son saut dans l'une des plus larges chambres souterraines connue d'Angleterre, l'eau disparaît dans le sol chaotique et résurge au niveau de la grotte d'Ingleborough.

## Historique
La première descente fut le fait de J. Birkbeck en 1842 ; il atteignit la profondeur record pour l'époque de 55 m (180 ft). La première descente et exploration complète fut réalisée par le Français Édouard-Alfred Martel en 1895.
Cette cavité reste aujourd'hui l'une des plus longues du Royaume-Uni et même du monde.